# Wacław Rózga
Wacław Rózga, ps. „Stefan Rózga” (ur. 25 lutego 1911 w Wadlewie, zm. 2 stycznia 1982 w Lublinie) – polski polityk. Wojewoda lubelski (1945–1949) i kielecki (1949), przewodniczący prezydium Wojewódzkiej Rady Narodowej w Rzeszowie (1952–1958). Poseł na Sejm PRL I, II, III i VI kadencji. Budowniczy Polski Ludowej.

## Życiorys
Syn Antoniego i Franciszki. Należał do Komunistycznego Związku Młodzieży Polski. Był sekretarzem Komitetu Dzielnicowego KZMP w Bełchatowie-Wadlewie. W 1930 wstąpił do Komunistycznej Partii Polski. Pełnił funkcję sekretarza Komitetu Dzielnicowego KPP, również funkcjonariusz Okręgowych Komitetów KPP w Piotrkowie Trybunalskim i Częstochowie. Za działalność w KPP był przez sanacyjne władze dwukrotnie więziony (w latach 1934–1939) i skazany na 15 lat pozbawiony praw obywatelskich. Po ataku Niemiec na Polskę został wypuszczony z więzienia. Od 9 do 29 września 1939 brał udział w obronie Warszawy w szeregach Robotniczej Brygady Obrony Warszawy. Po kapitulacji stolicy przedostał się do Związku Radzieckiego. Od sierpnia 1942 do września 1943 odbył szkolenie partyjne w Szkole Kominternowskiej w Puszkino. W 1943 został przerzucony drogą lotniczą na Lubelszczyznę. Wstąpił do Polskiej Partii Robotniczej. Od września 1943 do lipca 1944 służył w Gwardii Ludowej i Armii Ludowej Okręgu Kraśnickiego.  Był zastępcą dowódcy 1 Brygady AL im. Ziemi Lubelskiej ds. polityczno-wychowawczych. Dowodzony przez niego oddział w dniach 26 i 27 lipca rozparcelował między chłopów ziemię folwarczną w Różnówce. Zasiadał w konspiracyjnej Wojewódzkiej Radzie Narodowej w Lublinie.
Od sierpnia 1944 do stycznia 1945 pełnił funkcję II sekretarza Komitetu Wojewódzkiego w Lublinie. Od 1948 był członkiem Polskiej Zjednoczonej Partii Robotniczej. W latach 1948–1949 zasiadał w egzekutywie KW PZPR w Lublinie. W latach 1948–1964 był członkiem Centralnej Komisji Rewizyjnej w Komitecie Centralnym PZPR, a w latach 1968–1972 był członkiem Centralnej Komisji Kontroli Partyjnej PZPR. W latach 1952–1958 zasiadał w egzekutywie KW PZPR w Rzeszowie i w latach 1960–1975 ponownie w egzekutywie KW PZPR w Lublinie. W latach 1964–1975 przewodniczył wojewódzkiej Komisji Kontroli Partyjnej KW PZPR w Lublinie.
Od 1 lutego 1945 do 31 stycznia 1949 był wojewodą lubelskim, a od 1 lutego 1949 roku do 31 października 1949 wojewodą kieleckim. Następnie od 1 listopada 1949 do 30 maja 1950 był I wiceprezesem Zarządu Głównego Związku Bojowników o Wolność i Demokrację. Od czerwca do października 1950 pełnił funkcję kierownika Wydziału Administracyjno-Samorządowego KC PZPR, a od 1 listopada 1950 do 31 maja 1951 dyrektora generalnego Centralnego Zarządu Państwowych Gospodarstw Rolnych w Warszawie. Od maja 1951 do kwietnia 1952 był podsekretarzem stanu w Ministerstwie Rolnictwa. W 1952 został wybrany na posła na Sejm PRL I kadencji z okręgu Tarnobrzeg. W 1957 uzyskał reelekcję na posła II kadencji z okręgu Stalowa Wola, a cztery lata później na posła III kadencji z okręgu Kraśnik. W latach 1972–1976 był posłem VI kadencji z okręgu Radzyń Podlaski.
26 kwietnia 1952 został wybrany na przewodniczącego prezydium Wojewódzkiej Rady Narodowej w Rzeszowie (z uprawnieniami wojewody rzeszowskiego), a po wyborach do rad narodowych, 16 grudnia 1954 uzyskał reelekcję na to stanowisko, które zajmował do 10 lutego 1958.
Od 1 maja 1958 do 30 czerwca 1959 był dyrektorem Rejonowego Zarządu Rybackiego w Lublinie. Następnie od 1 lipca 1959 do 30 czerwca 1964 był prezesem Wojewódzkiego Związku Kółek Rolniczych w Lublinie. 
Został pochowany z honorami 5 stycznia 1982 w Alei Zasłużonych części komunalnej cmentarza przy ul. Lipowej w Lublinie (kwatera P3AZ-1-2). W imieniu kierownictwa PZPR w pogrzebie uczestniczył m.in. przewodniczący Centralnej Komisji Rewizyjnej Kazimierz Morawski.

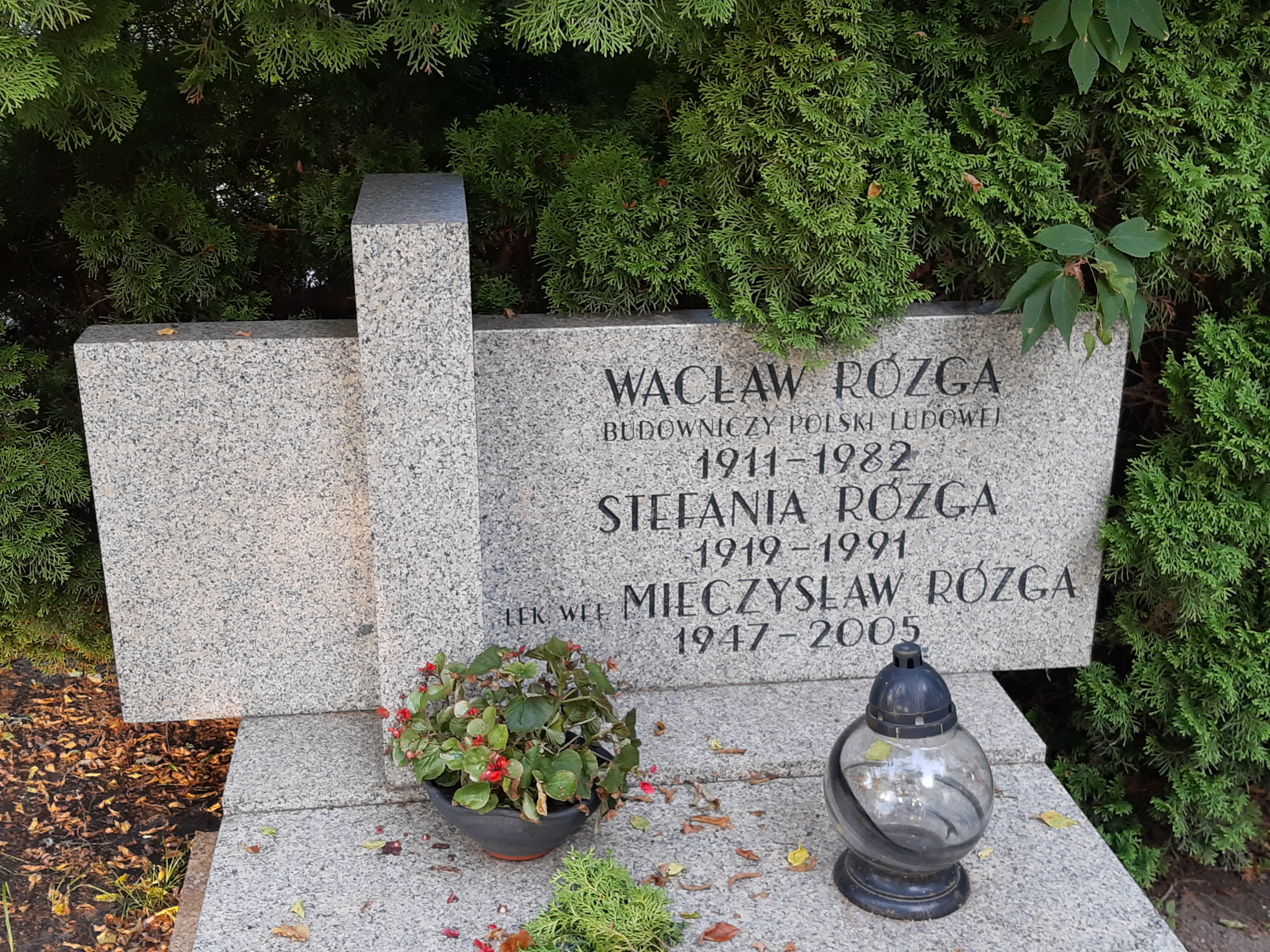
Grób Wacława Rózgi na cmentarzu przy ul. Lipowej

## Odznaczenia i ordery
- Order Budowniczych Polski Ludowej (1971)[5]
- Order Virtuti Militari V klasy (1946)[6]
- Order Krzyża Grunwaldu III klasy
- Order Sztandaru Pracy I klasy
- Krzyż Komandorski Orderu Odrodzenia Polski
- Krzyż Partyzancki
- Medal Zwycięstwa i Wolności 1945
- Złota Odznaka „Zasłużony dla Miasta Lublina”[7]